# Хейнен, Витал
Витал Хейнен (род. 12 июня 1969, Маасейк, Бельгия) — бывший бельгийский волейболист, тренер.

## Тренерская карьера
Хайнен начал свою карьеру тренера по волейболу в клубе своего родного города Noliko Maaseik. В 2005 году стал помощником тренера, а через год — главным тренером. За шесть лет работы в клубе его команда выиграла четыре чемпионата Бельгии, пять Кубков Бельгии и четыре Суперкубка. Кроме того, Хайнен дважды был назван тренером года, в 2009 и 2011 годах. В 2012 году он покинул его и присоединился к турецкому клубу Ziraat Bankası Ankara, который тренировал в сезоне 2012/2013. В декабре 2013 года назначен тренером польского клуба Transfer Bydgoszcz, играющего в ПлюсЛиге.
В феврале 2012 года он стал главным тренером сборной Германии. На чемпионате мира 2014 года под его руководством она завоевала бронзовую медаль, обыграв Францию. В 2017 году он возглавил сборную Бельгии. 7 февраля 2018 года Хайнен был назначен главным тренером мужской сборной Польши по волейболу. На чемпионате мира 2018 года в Италии Польша во главе с Хейненом обыграла Бразилию в финале, защитила титул чемпиона мира 2014, став трёхкратным чемпионом мира. В 2019 году польская сборная под его руководством завоевала бронзовую медаль чемпионата Европы 2019 года, обыграв Францию в матче за 3-е место, уступив Словении в полуфинале. На кубке мира 2019 его команда проиграла только США и Бразилии и в итоге заняла 2-е место в соревновании. В ноябре 2019 года он стал главным тренером клуба «Перуджа». В сезоне 2019/2020, добился с ним итальянского Суперкубка после победы над клубом Модена в финале. Был уволен в апреле 2021 года в период финальной серии чемпионата Италии.